# Осборн-гаус

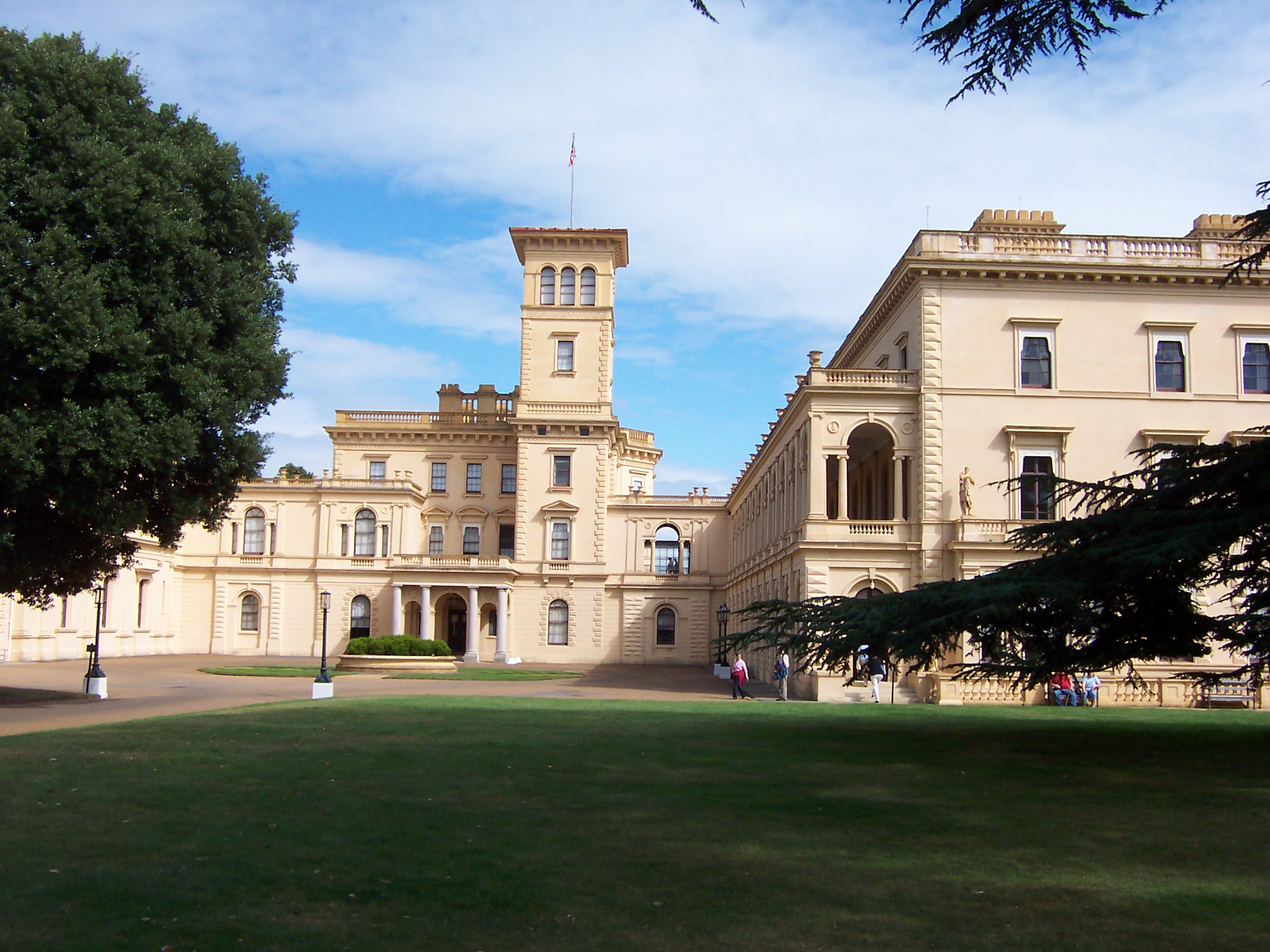
Вхідний фасад

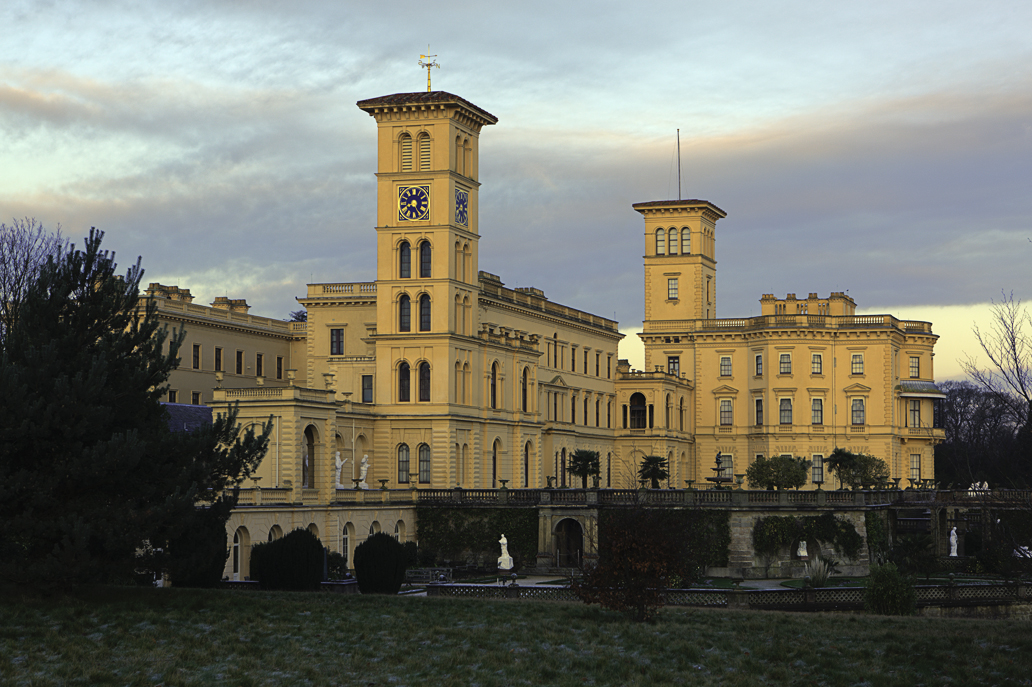
Деталі фасаду

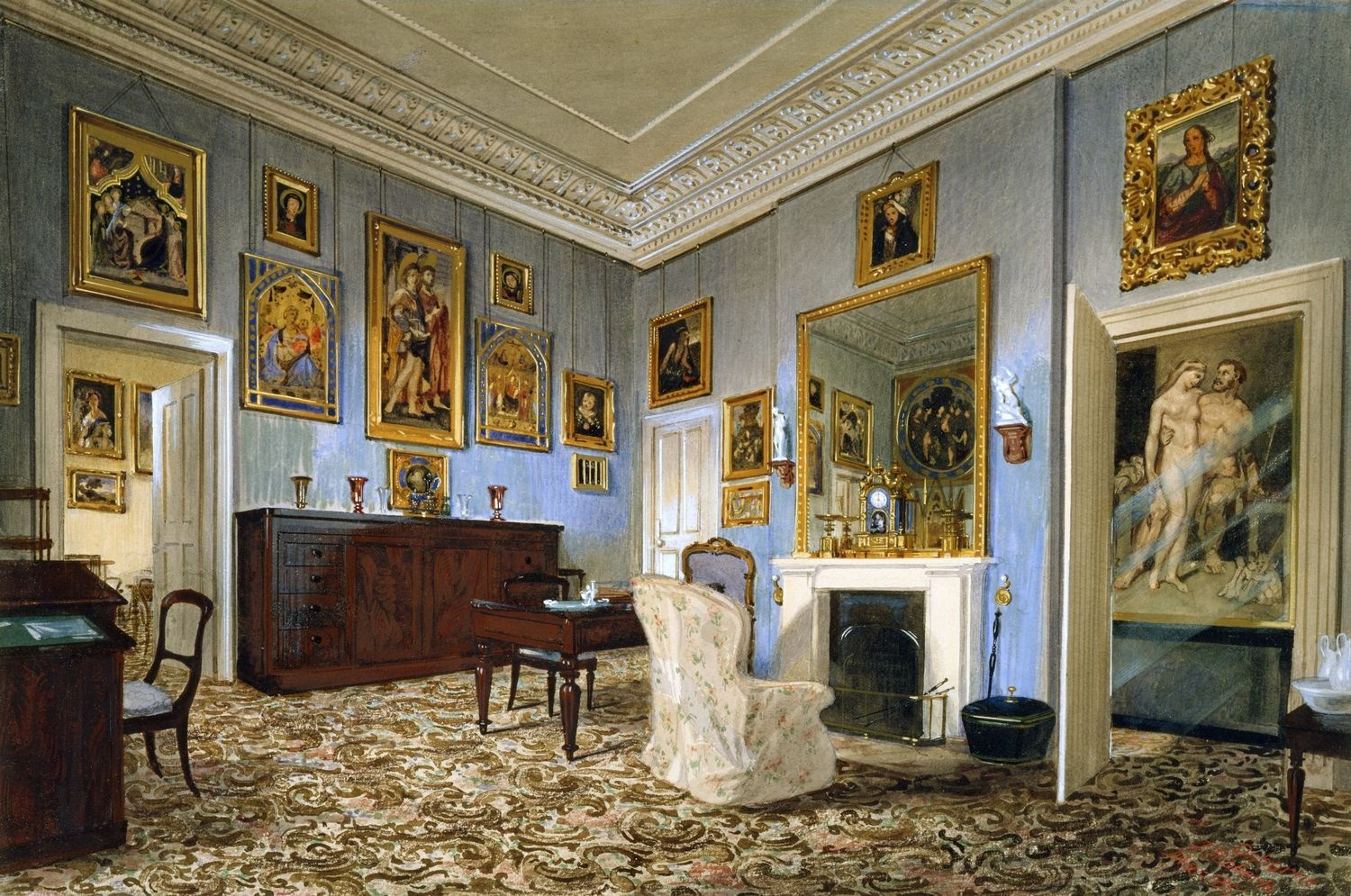
Гардеробна принца Альберта, 1851

Осборн-гаус або Осборн-хаус (англ. Osbourne House) — палац в італійському стилі, збудований королевою Вікторією та її чоловіком Альбертом як літня, приморська резиденція в містечку Іст-Ковз на північному узбережжі острова Вайт у 1845—1851 роках. З 1921 року є загальнодоступним музеєм.
Підряд на будівництво виграв Томас К'юбітт, який одночасно займався реконструкцією Букінгемського палацу. В Осборн-гаусі виховувалися онуки королеви, включаючи останню російську імператрицю Олександру Федорівну. Поряд з палацом збереглося шале, перевезене за бажанням королеви на берег Солента зі Швейцарії.
У 1901 році королева Вікторія померла в Осборн-гаусі, і її особисті апартаменти були перетворені на родинний музей. Спадкоємець Вікторії, Едуард VII, відкрив на території садиби військово-морське училище, де здобували освіту його онуки, майбутні Едуард VIII, Ґеорґ VI та герцог Кентський Ґеорґ.